# Am Purbach
Am Purbach ist ein Gemeindeteil der Stadt Ludwigsstadt im Landkreis Kronach (Oberfranken, Bayern).

## Geographie
Der allseitig von Wald umgebene Weiler liegt am Purbach, der unmittelbar westlich als rechter Zufluss in den Haßbach mündet, und am Fuße des Winterberges (627 m ü. NHN, 0,8 km nordöstlich). Die Bundesstraße 85 führt nach Ludwigsstadt (1,2 km nördlich) bzw. nach Leinenmühle (0,6 km nordöstlich).

## Geschichte
Der Ort wurde im Ortsverzeichnis Bayern von 1970 erstmals aufgelistet.

### Einwohnerentwicklung
| Jahr      | 001970 | 001987 |
| Einwohner | 12     | 11     |
| Häuser    |        | 4      |
| Quelle    | [ 5 ]  | [ 1 ]  |

## Religion
Die Einwohner evangelisch-lutherischer Konfession sind nach St. Michael (Ludwigsstadt) gepfarrt.